# Station Princesse Élisabeth
La station antarctique Princesse Élisabeth est une base scientifique belge en Antarctique, construite lors de l'Année polaire internationale 2007-2008, et parachevée en 2008-2009. Elle remplace la base antarctique Roi Baudouin abandonnée en 1968 par manque de budget.
La station est inaugurée le 15 février 2009. Les recherches qui y sont entreprises concernent de multiples domaines, entre autres la météorologie, la sismologie, la glaciologie, le magnétisme terrestre et l'étude des changements climatiques.

## Historique du projet
C'est l'expédition belge du commandant Adrien de Gerlache sur la Belgica, navire équipé de moyens de recherches scientifiques, qui, au cours du premier hivernage sur la banquise du pôle Sud, inaugura, à la fin du XIXe siècle, l'ère des études modernes dans cette région, au contraire des expéditions qui étaient montées par d'autres pays, à cette époque, dans des buts de performance nationale motivée par la rivalité dans la conquête des pôles. 
Au XXe siècle, l'exploration et les recherches polaires belges continuent à la base antarctique Roi Baudouin, grâce au fils du commandant de Gerlache, notamment lors de l'année géophysique internationale 1957. Les recherches se poursuivent ensuite, d'abord sous la direction du commandant Bastin, puis en collaboration avec le personnel scientifique appartenant aux bases d'autres pays. Ce n'est enfin qu'après une interruption de plusieurs années que les Belges reviennent en Antarctique, lors de l'année polaire internationale 2007-2008 qui coïncide avec le cinquantième anniversaire de la construction de la base Roi Baudouin.  
À l'initiative de la Fondation polaire internationale, et sous l'impulsion de l'explorateur Alain Hubert, il est décidé de construire non loin de l'ancienne base Roi Baudouin, une nouvelle base scientifique alimentée principalement par des sources d'énergie renouvelable. Ce principe est encore inédit dans le domaine des bases polaires. Alors que celles-ci sont toujours grosses consommatrices de carburant, la nouvelle base ne devra consommer que 20 % d'énergie non renouvelable.
La maquette de la station antarctique Princesse Élisabeth est présentée pour la première fois par Alain Hubert du 25 juillet au 16 septembre 2007 dans le salon bleu du palais royal de Bruxelles. La reine Paola, le prince Philippe, les princesses Mathilde et Élisabeth, le ministre fédéral de la politique scientifique Marc Verwilghen participent à cette présentation.
La base, assemblée à l'essai dans le hangar principal de l’ancienne gare maritime de Tour et Taxis, y est inaugurée officiellement le 5 septembre 2007 et est ensuite présentée au public durant quatre jours avant d’être démontée et conditionnée en conteneurs à destination de l’Antarctique.

## Localisation
La barre rocheuse (ou nunatak) sur laquelle est installée la station (71° 57' S — 23° 20' E), est située à Utsteinen dans la Terre de la Reine-Maud (territoire revendiqué par la Norvège), à 1 400 m d’altitude et à 180 km de la côte, dans la zone inhabitée de 1 500 km qui sépare la station japonaise de Syowa de son homologue russe de Novolazarevskaya.

## Financement
Le coût de la construction de la base a été estimé au départ à 6,4 millions d'euros dont 2 millions devaient provenir du gouvernement belge. 
Le ministère fédéral de la Politique scientifique belge a octroyé, pour 2008 et 2009, 3 millions d'euros et un complément de 6 millions d'euros également de 2006 à 2010 pour les programmes de recherche.[réf. nécessaire]
Les autres apports de financement viennent de bailleurs de fonds privés ainsi que de dons. La Monnaie royale de Belgique devait émettre une pièce spéciale dont les recettes financeront également le projet.
En fin de compte, la construction, le transport et l'équipement de la station auront coûté près de 22 millions d'euros ce qui représente plus de trois fois le budget initial. La participation du gouvernement fédéral belge est de 8 millions d'euros répartis entre la Politique scientifique (6 millions), la Loterie nationale (1,5 million) et les Affaires étrangères (0,5 million), le reste provenant de différents mécènes.
La gestion financière et matérielle de la station est assurée dans le cadre d'un partenariat par un organisme réunissant représentants des pouvoirs publics (le Secrétariat polaire) et de la Fondation polaire internationale et doté d'un budget annuel de 1,5 million d'euros. Le Secrétariat polaire est un Service administratif à comptabilité autonome intégré (SACA) au Service public fédéral de la programmation scientifique (Belspo) et placé sous l’autorité du ministre ou du secrétaire d’État chargé de la Politique scientifique.
En février 2014, à la demande d'un juge d'instruction, le domicile de l'explorateur et les bureaux de la station sont perquisitionnés afin de déterminer si des montants (2 millions d'euros) facturés par une ASBL et une SPRL constituée par Alain Hubert pourraient constituer des infractions de « prise illégale d'intérêt » et de « conflit d'intérêts ». Ces accusations ont été depuis déclarées infondées par la Chambre du Conseil du Tribunal de première instance francophone de Bruxelles, dans une ordonnance de non-lieu rendue le 5 janvier 2021,. La chambre déclare ainsi qu’en raison des différents contrôles exercés par l’administration publique, Alain Hubert n’a pas pu favoriser ses intérêts privés, tant comme président que comme membre du Secrétariat polaire. Elle établit également que l’intérêt public n’a pas été lésé, et que rien ne démontre qu’Alain Hubert ait recherché un enrichissement personnel, faisant taire ainsi les rumeurs malintentionnées à l'origine de la saisine du juge d'instruction,.
Depuis les années 2017 et 2018, chaque campagne en Antarctique est régie par un protocole de partenariat annuel conclu entre le Secrétariat polaire et la Fondation polaire internationale. Ce protocole règle les modalités pratiques pour la gestion de la station et fixe le budget maximum de la campagne à charge du Secrétariat polaire.

## Particularité de la station
La base est ancrée sur un éperon rocheux, et repose sur un système de pilotis. L'avant se situe à 5 mètres du sol, l'arrière à 2 mètres. Sa superficie totale est de 400 m2 (pour le bâtiment principal, auquel il faut ajouter 2 000 m2 pour les espaces techniques au pied de la base), et sa masse de 200 tonnes. Lors des périodes d'occupation, sa température moyenne se situera entre 18  et   20 °C.

### Une station «zéro émission»

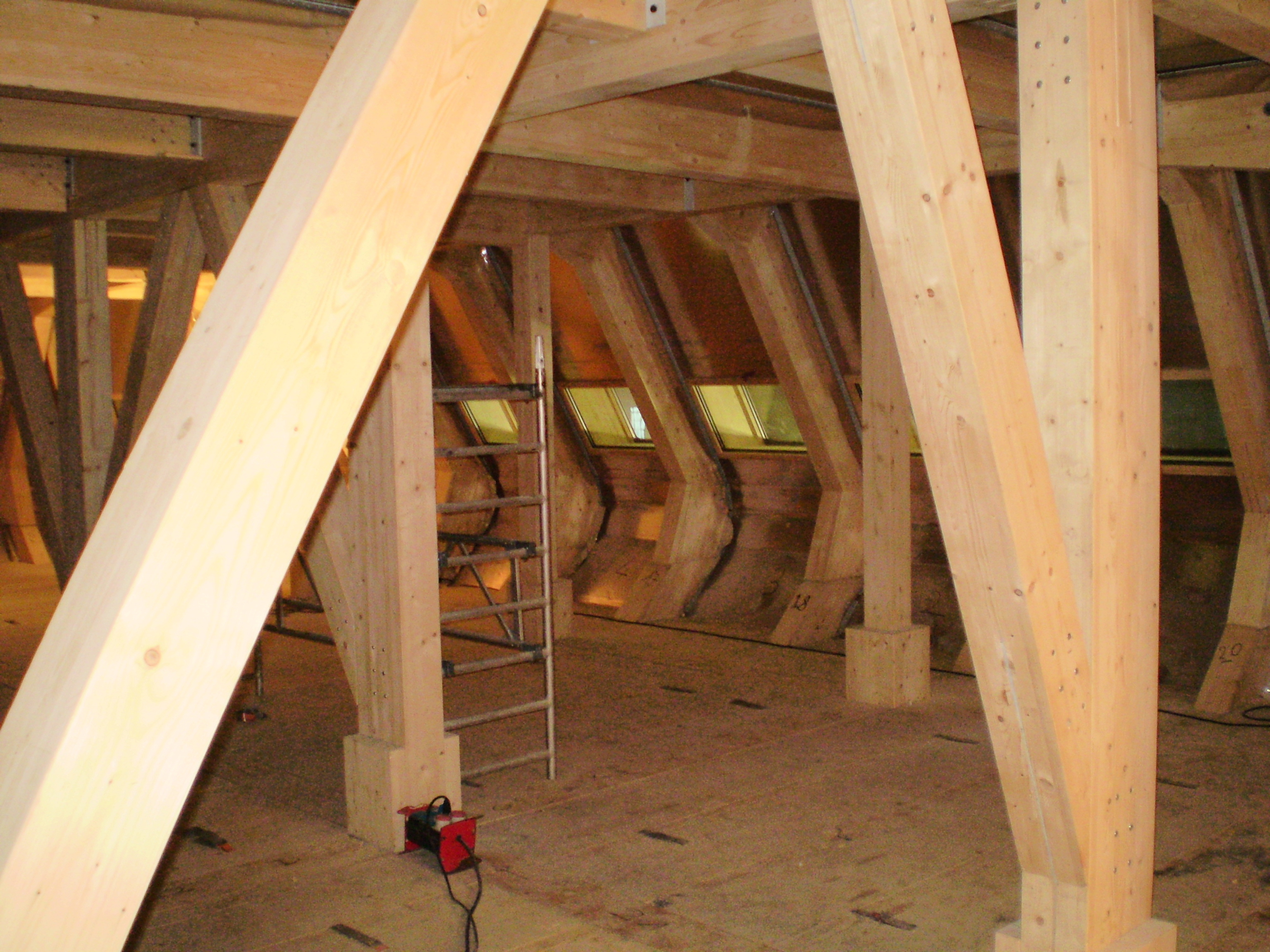
Montage de la charpente.

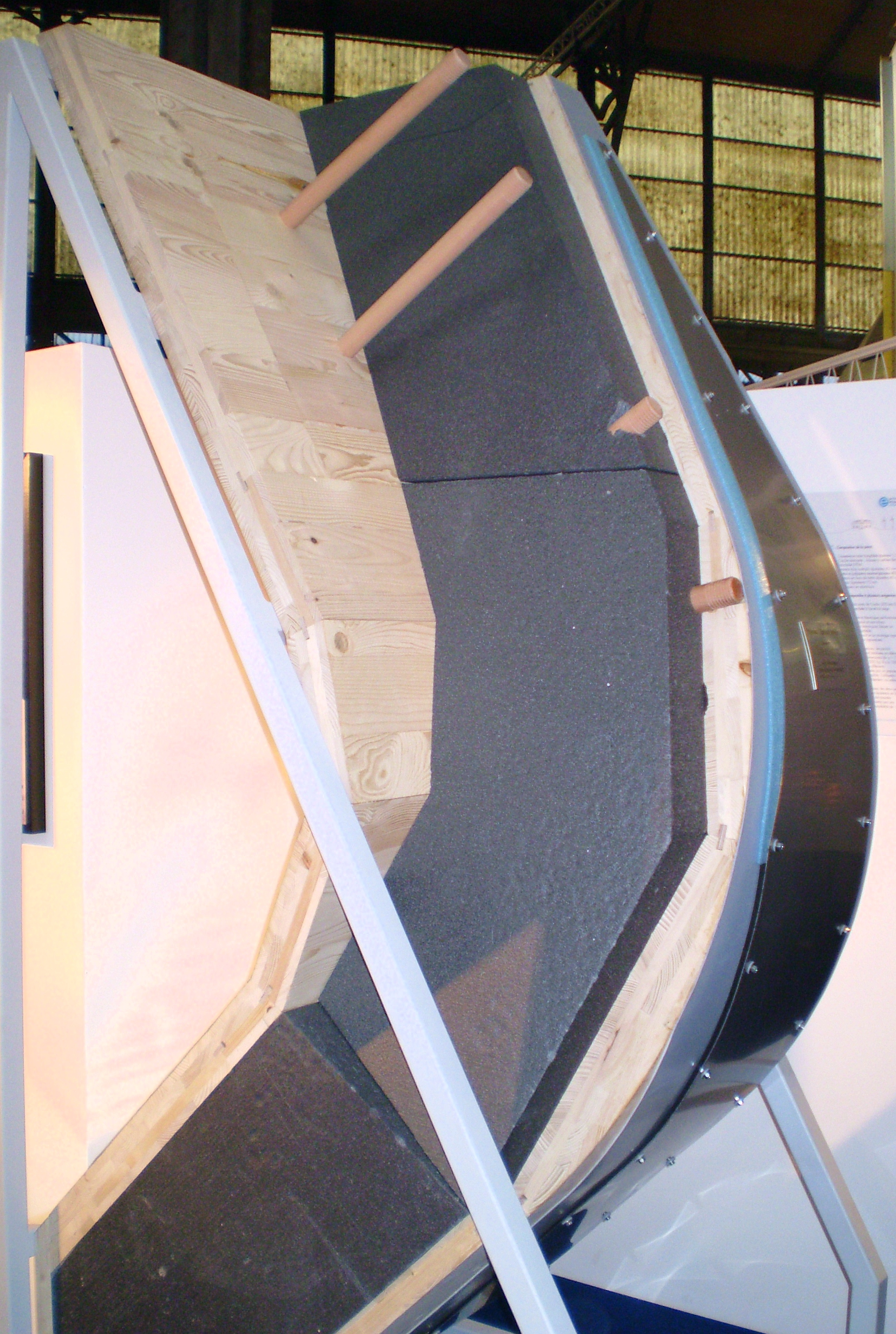
Coupe de la paroi extérieure.

La nouvelle station, unique par sa conception et son fonctionnement, est la première à avoir l'ambition d'utiliser exclusivement les énergies renouvelables grâce à l'énergie solaire fournie par des panneaux photovoltaïques et des panneaux thermiques avec le complément de neuf éoliennes. D'autre part, la station recycle entièrement tous ses déchets. Les matériaux et les technologies choisis respectent les principes de l’écoconstruction afin de réduire l’impact environnemental de l’implantation de la base.
Cette station est réalisée entièrement en structure bois, avec un matériau isolant provenant de Suisse, recouverte d'inox. Cette station est le fruit d'un travail d'ingénierie mené par la Fondation polaire internationale (l'International Polar Foundation) et ses partenaires.
La paroi extérieure est constituée de deux cloisons de sapin reliée par des tiges en bois de hêtre, isolées par une épaisse couche de polystyrène expansé.
Par sa conception, les besoins énergétiques de la base ne représentent que 20 % de ceux d'une station antarctique classique de taille comparable. Ces besoins pourront à terme être couverts à l'aide d'énergies renouvelables. Sur le toit de la station, 20 m2 de panneaux solaires thermiques sont installés. Sur les flancs, où les fenêtres n'occupent qu'une surface limitée, sont placés 300 m2 de panneaux photovoltaïques, pouvant fournir 35 kW. L'énergie électrique, stockée dans une série de batteries installées au cœur de la station, est fournie par huit éoliennes, dont les turbines ont une puissance de 6 kW chacune[source insuffisante]. Le complément d'énergie est néanmoins fourni par des groupes électrogènes diesel.
L'acheminement du personnel et des denrées périssables se fait par voie aérienne depuis Le Cap en Iliouchine Il-76 jusqu'à Troll ou Novolazarevskaya, puis en Basler BT-67. Le reste des denrées, l'équipement et matériaux, ainsi que les combustibles et carburants sont acheminés par bateau — notamment le Mary Arctica de la Royal Arctic Line — depuis la Belgique ou l'Afrique du Sud jusqu'à Crown Bay, puis en dameuse Prinoth sur presque 200 kilomètres jusqu'à Utsteinen.

## Missions
La station, qui peut héberger vingt personnes durant quatre mois (de novembre à février), est ouverte aux scientifiques des pays d'Europe et d'autres continents, dont des scientifiques japonais. Son programme est coordonné par le Service public fédéral belge de programmation Politique scientifique (BELSPO).
La première saison de recherche a eu lieu pendant l'été austral, de novembre 2009 à février 2010. La recherche entreprise a porté sur de multiples domaines, entre autres la météorologie, la sismologie, la glaciologie, le magnétisme terrestre et l'étude des changements climatiques.
Du 3 décembre 2012 au 12 février 2013, une mission des universités de Bruxelles ULB et VUB menées conjointement avec des scientifiques japonais prend la base comme point de départ de raids sur la banquise menés en motoneige dans le but de récolter des météorites issus de la Lune et de Mars. C'est ainsi qu'une météorite pesant 18 kg de type chondrite a été découverte en janvier, cette mission s'inscrivant dans le cadre d'un programme international.

## Représentations
La Station Princesse Élisabeth est représentée sur une pièce belge de collection de 10 euros en 2007.